# Gabriel Pontello
Gabriel Pontello est un acteur et réalisateur français de films pornographiques. Après être apparu dans des longs-métrages et des romans-photo pendant les années 1970 et 1980, il se tourne vers la mise en scène.

## Biographie
Gabriel Pontello devient, au milieu des années 1970, l'une des vedettes masculines du cinéma pornographique français,. À la même époque, il devient également populaire en Italie en figurant dans une série de romans-photo pornographiques en noir et blanc, dans lesquels il tient le rôle du « porno-commissaire » Supersex (it), publié par 1976 au 1985. Le romans-photo a également été publié en Espagne pour quelques numéros dans le 1981 mais jamais en France. 

Idole de jeunesse de Rocco Siffredi, il lance ce dernier dans l’industrie du X en le présentant à Marc Dorcel. À partir de la fin des années 1980, il cesse d'apparaître à l'écran et se consacre exclusivement à la réalisation et à la production de films pornographiques,, dont un certain nombre destinés au marché allemand, parfois signés du pseudonyme féminin de Gabriela Ponti.

## Filmographie sélective

### Comme acteur
- 1975 : Hard Love, de Serge Korber
- 1976 : Les Pornocrates, de Jean-François Davy
- 1979 : La Grande lèche (ou Les Esclaves sexuelles) de Burd Tranbaree (Claude Bernard-Aubert)
- 1979 : La Grande Mouille (ou Chattes mouillées, ou Partie de chasse en Sologne) de Burd Tranbaree
- 1979 : Démarcheuses en chaleur, de Jean-Marie Pallardy
- 1980 : Le Dévoyeur de Burd Tranbaree
- 1980 : Accouplements pour voyeurs, de Patrick Aubin
- 1980 : Emmanuelle à Cannes, de Jean-Marie Pallardy
- 1981 : Vacances sexuelles de Gérard Loubeau
- 1981 : Adorable Lola, de Gérard Kikoïne
- 1981 : L'Amour aux sports d'hiver de Michel Lemoine
- 1982 : Les Femmes mariées de Burd Tranbaree
- 1982 : Au caprice des dames, de Michel Barny
- 1982 : L'Inconnue, d'Alain Payet
- 1983 : Ardeurs perverses, de Michel Lemoine
- 1984 : L’été les petites culottes s'envolent, de Michel Lemoine
- 1985 : Marilyn, mon amour, de Michel Lemoine
- 1985 : Sens interdits, de Jean-Luc Brunet
- 1987 : Traci, I Love You, de Jean-Pierre Floran

### Comme réalisateur
- 1994 : Le Clos des plaisirs
- 1995 : Le King de ces dames
- 1996 : High School
- 1996 : Porno Macho
- 1998 : Maximum perversion